# تارانتيني
تارانتيني (بالبرتغالية: Tarantini‏) هو لاعب كرة قدم برتغالي في مركز الوسط، ولد في 7 أكتوبر 1983 في Gestaçô ‏ في البرتغال. لعب مع نادي بورتيمونينسي ونادي ريو أفي ونادي غوندومار.

## وصلات خارجية
- تارانتيني على موقع قاعدة بيانات كرة القدم.إي يو (الإنجليزية)
- تارانتيني على موقع Soccerway.com (الإنجليزية)
- تارانتيني على موقع AS.com (الإسبانية)